# NGC 846
NGC 846 est une vaste galaxie spirale barrée située dans la constellation d'Andromède. NGC 846 a été découverte par l'astronome français Édouard Stephan en 1876. Cette galaxie a aussi été observée par l'astronome américain Lewis Swift le 30 novembre 1885 et elle a été ajoutée au catalogue NGC sous la désignation NGC 847.

## Caractéristiques
Sa vitesse par rapport au fond diffus cosmologique est de 4 899 ± 17 km/s, ce qui correspond à une distance de Hubble de 72,3 ± 5,1 Mpc (∼236 millions d'al).
La classe de luminosité de NGC 846 est I-II et elle présente une large raie HI.

## Supernova
Deux supernovas ont été découvertes dans NGC 846 : SN 2003ja et SN 2009fu.

### SN 2003ja
Cette supernova a été découverte le 22 octobre 2003 par M. Moore et W. Li dans le cadre du programme conjoint LOSS/KAIT (Lick Observatory Supernova Search de l'observatoire Lick et The Katzman Automatic Imaging Telescope de l'université de Californie à Berkeley). Cette supernova était de type II.

### SN 2009fu
Cette supernova a été découverte le 1er juin 2009 à Yamagata au Japon par l'astronome japonais Koichi Itagaki. Cette supernova était de type Ia.

## Groupe de NGC 812
La galaxie NGC 846 d'un trio de galaxies, le groupe de NGC 812. L'autre galaxie du trio est UGC 1686.